# 宇航员

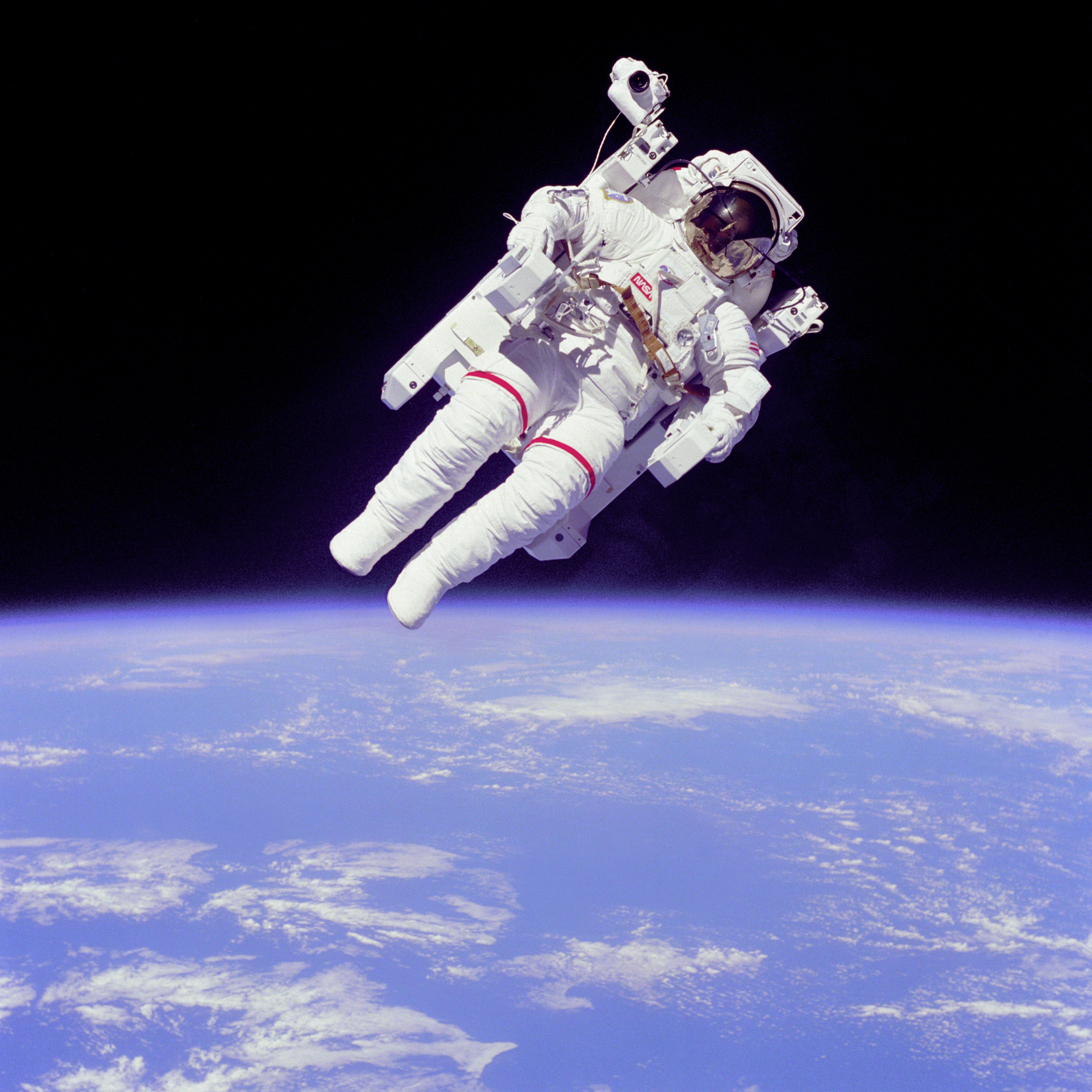
1984年人類执行第一次无线舱外活动。图片来源自美国国家航空航天局

宇航员（英語：astronaut）是指接受航天训练后，指挥、操纵或搭乘航天器的人员。

## 定义
中国“航天员”的称呼来自于钱学森的定义：“航空”指大气层内，“航天”指大气层外到太阳系内，“宇航”指太阳系外。
在美国，以旅行高度超过海拔80公里（50英里）的人被称为。国际航空联合会（FAI）定义的宇宙航行则需超过100公里。
到2004年4月18日为止，按照美国的定义共计440人，在太空里度过了一共27,082个航行日（crew-day），在太空中散步共用了98个航行日。

按国际航空联合会的定义，只有434人符合资格。进入太空的宇航员来自至少32个国家。

## 职业称呼

曾进行过太空飞行的宇航员所屬国家的地图（淺色為次軌道太空飛行）

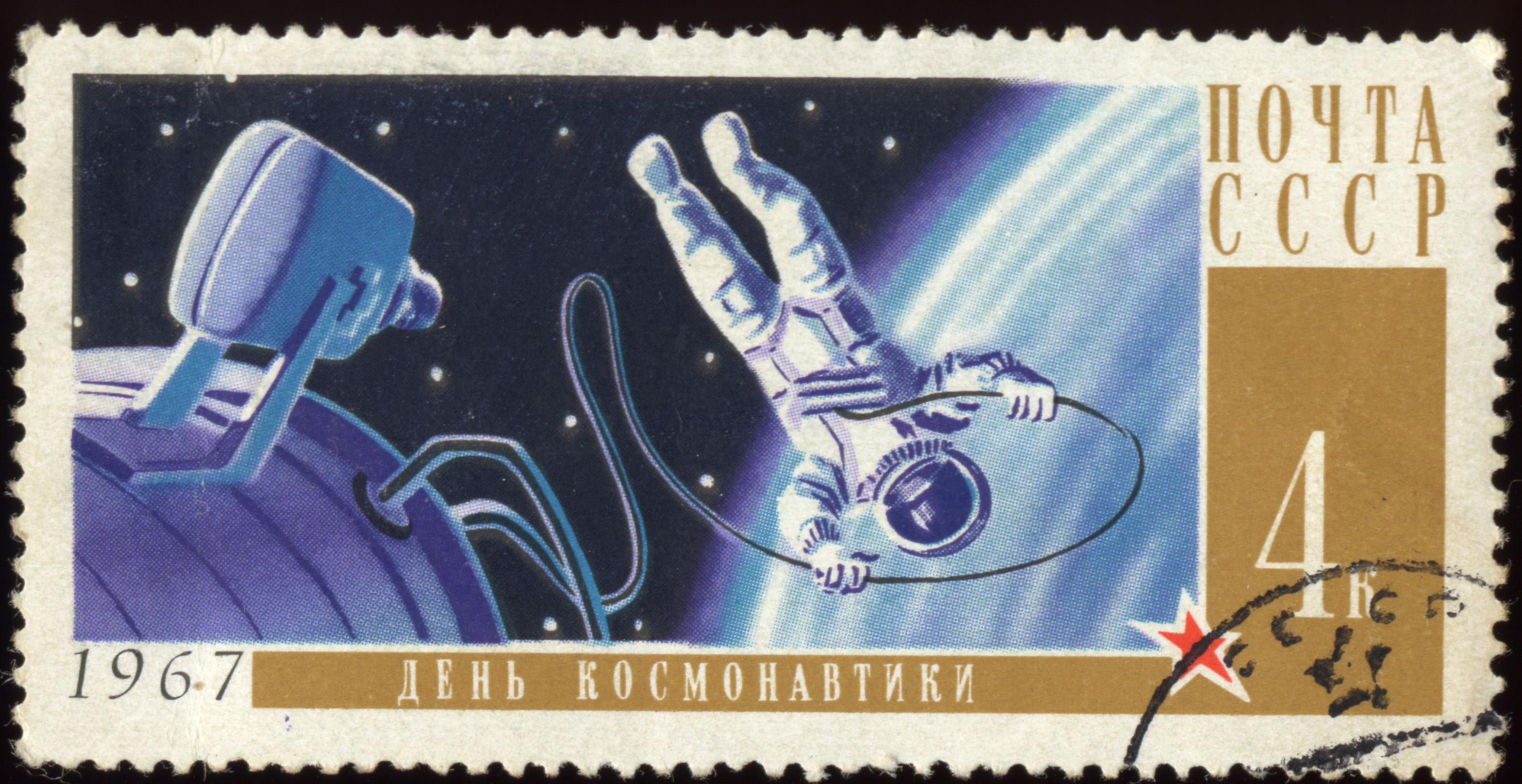
1964年蘇聯太空人郵票

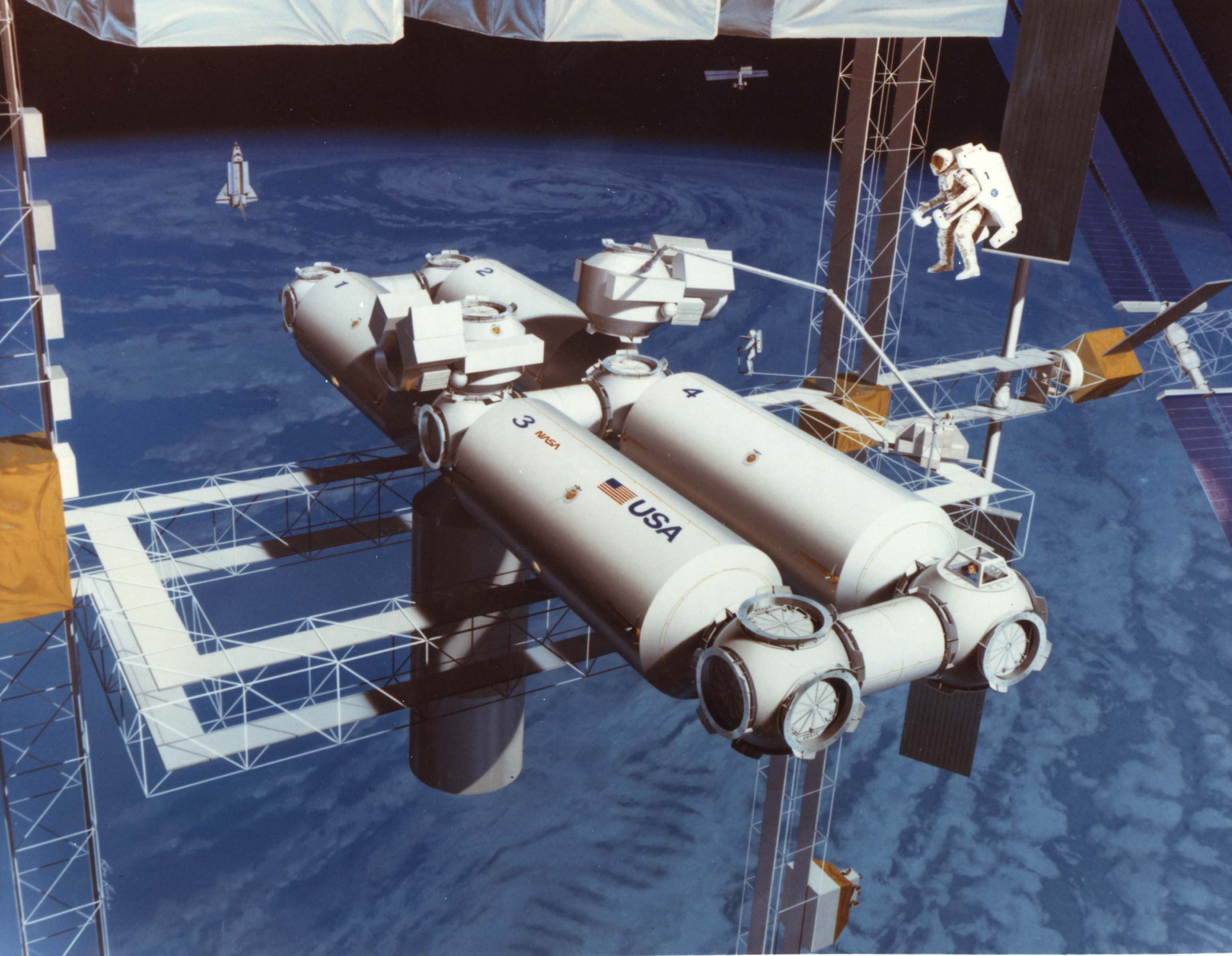
太空人在站外工作概念圖

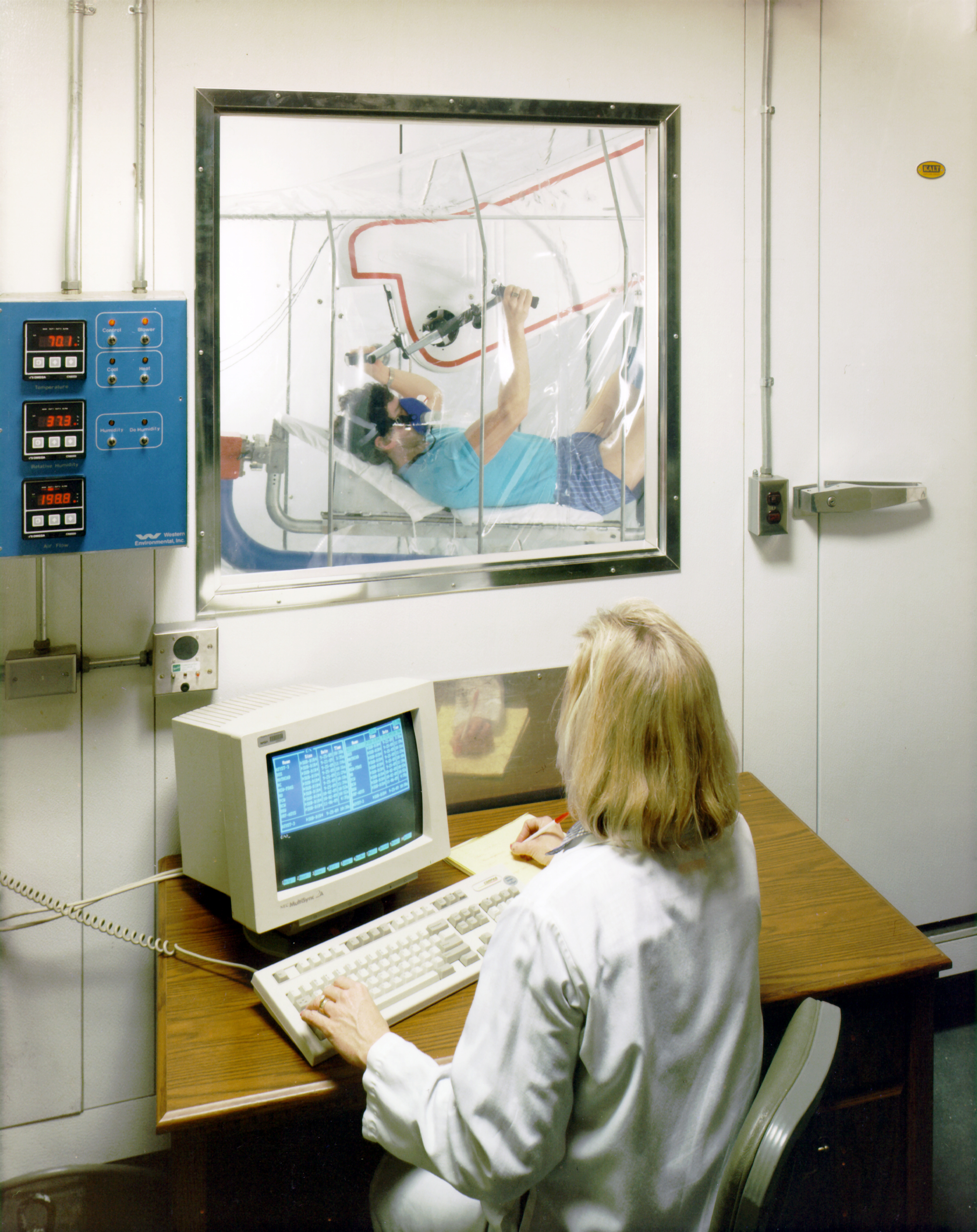
太空人訓練中心

自1961年人类首次飞天以来，共有来自64个国家的宇航员先后飞天。
俄语环境下，按照宇航员升空所承载的发射器来辨别称呼。乘坐前苏联/俄罗斯发射器升空的宇航员称作。该词由希腊语的（宇宙）和（水手）组合而成，意思是“在宇宙中航行的人”。乘坐美国发射器升空的宇航员使用英语借词。美俄合作后隶属的美国国家航空航天局的宇航员一律称作，即便是乘坐俄罗斯的联盟号飞行，而隶属欧洲空间局的宇航员一律称作。乘坐中国发射器升空的宇航员有时称作。
英语环境下，按照宇航员隶属航天机构的国家来辨别称呼。宇航员隶属航天机构的国家除俄罗斯与中国之外，泛称为。该词由希腊语的（星星）和（水手）组合而成，意思是“在星际航行的人”。而隶属前苏联/俄罗斯航天机构的航天员，则使用俄语借词。隶属中国航天机构的航天员，有时称作，该词由拼音化的“tàikōng”（太空）和希腊语（水手）组合而成。
中文环境下，不同地区對宇航员稱法不同。中华民国于1967年在聯合國签署的《营救协定》中，用词为，中华人民共和国进入联合国后，对应用词改为。在中国大陆，1992年启动的中国载人航天工程的宇航员又称作。在台港澳地区，以及部分海外华侨时常使用“太空飛行員”作為正式称谓，但也較常使用作為这个称谓的簡稱。
日文环境下，泛称宇航员为。
法语环境下，法国、比利时、瑞士三国有时称其欧洲空间局的宇航员为，但一般还是按照发射器隶属国家分稱作或。一词是由拉丁语（空间）和希腊语（水手）组合而成，意思是“在空间航行的人”。该词同时被借到英语，拼写为。马来语环境下，马来西亚称其宇航员为，由（空间）与后缀（人）组合而成。印度载人航天计划出炉后，印度各界开始议论未来印度自主发射的宇航员的正式称呼。印地语环境下，宇航员在印度正式称呼为（源自梵语“地外空间游人”），简称作（源自梵语“天空游人”）或（源自梵语“空间游人”）。除印地语称呼，还有多个英语翻译的提议，均使用希腊语后缀（水手）。包括：，源自梵语（天堂）；，源自梵语（宇宙）；，源自梵语（此生此世）；，源自梵语（天空或空间）。印度空间研究组织最终选定。

## 太空程碑
世界上第一名宇航员是尤里·加加林，他在1961年4月12日乘坐东方一号（Восток-1）进入太空。
在1961年5月上太空的艾伦·谢泼德则成为美国首位航天员。
最年轻的宇航员是戈尔曼·季托夫，他于1961年8月6日乘坐东方2号升空时只有26岁，他也是第一個發生太空暈眩的宇航员，亦是世界上第一個在太空嘔吐的人類。
第一位女性宇航员是瓦蓮京娜·捷列什科娃，她在1963年6月乘坐东方6号（Восток-6）进入太空。
王赣骏是第一位登上太空的華人，他於1985年4月29日至5月6日乘坐挑戰者號太空飛機（使命代號：STS-51-B）進行了為期7天的太空飛行。
2003年10月15日杨利伟乘坐神舟五号升空成为中国首名航天员。
其他曾经进入过太空的美籍华裔包括卢杰、焦立中、张福林。
最老的是约翰·格伦，1998年他乘坐STS-95升空时已经77岁了。
在太空中逗留时间最长的是瓦列里·波利亚科夫（共437.7天）。
到2003年，个人上太空次数最多的为7次，该项纪录由杰里·L·罗斯和張福林两人保持。
宇航员离地球最远的距离是401,056公里，发生在阿波罗13号紧急事件中。
首个自制太空船升空的航天员是迈克·梅尔维尔，乘坐的是宇宙飞船一号（SpaceShipOne Flight 15P）。这与各式各样的百万富翁太空游客形成对比，那些太空游客只是作为公开提供资金的飞行乘客或少数人员（通常由俄罗斯提供飞到国际空间站的服务）。
在美国，被选为候选航天员将获得银质奖章。他们进入太空后，将收到金质宇航员奖章。美国空军也授予飞越海拔80公里的飞行员宇航员奖章。

## 国际宇航员
直到20世纪70年代末，只有美国和苏联有现役的宇航员。
1976年苏联开始实行国际宇航员计划，从其他社会主义国家选出6名宇航员组成第一组。第二组于1978年开始训练。
1978年，欧洲空间局选出4名宇航员进行训练，以执行在航天飞机上的首个太空实验室任务。法国在1980年开始训练自己的宇航员，接着是德国于1982年，加拿大于1983年，日本和意大利分别于1985年和1988年。更多的国际运载专家被选为航天飞机航天员，之后俄罗斯的联盟任务也有国际专家的参与。
1998年欧洲空间局组成单一的宇航员组织，以取代此前法国、德国和意大利的国家宇航员组织。

## 女性宇航员
据不完全统计，截至2013年7月，全世界已经有57名女航天员上天，其中美国46名，俄罗斯3名，中国2名。
人类历史上第一位进入太空的女性宇航员是瓦莲京娜·捷列什科娃，瓦莲京娜·捷列什科娃于1963年6月16日单独乘坐东方六号宇宙飞船进入太空。

## 宇航员的组成
苏联、美国和中国的首位宇航员均来自喷气式战斗机的飞行员，通常是有军衔的试飞员。军事宇航员将被授予特别资格奖章，完成宇航员训练和参与太空飞行的军事宇航员则授予宇航员奖章。

## 太空人遇难
到目前为止共有18名宇航员在航天任务中丧生，在地面训练中意外丧生的至少也有10人。

## 参阅
- 宇航员列表
- 各国宇航员首次上天时间表
- 阿波罗宇航员列表